# Lijst van county's in New Jersey
De Amerikaanse staat New Jersey is onderverdeeld in 21 county's.

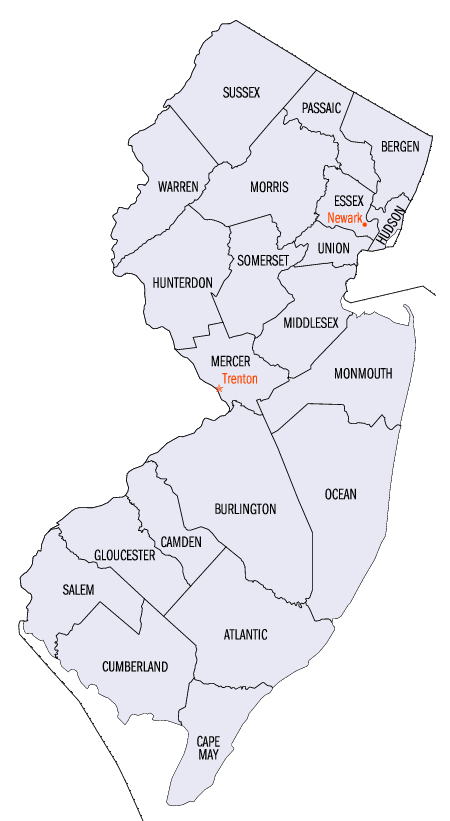
County's van New Jersey

| County     | Inwoners 1 juli 2007 | Hoofdplaats          | Inwoners 1 juli 2007 |
| ---------- | -------------------- | -------------------- | -------------------- |
| Atlantic   | 270.644              | Mays Landing         | 2.482                |
| Bergen     | 895.744              | Hackensack           | 43.062               |
| Burlington | 446.817              | Mount Holly          | 10.335               |
| Camden     | 513.769              | Camden               | 78.675               |
| Cape May   | 96.422               | Cape May Court House | 4.433                |
| Cumberland | 155.544              | Bridgeton            | 24.575               |
| Essex      | 776.087              | Newark               | 280.135              |
| Gloucester | 285.853              | Woodbury             | 10.457               |
| Hudson     | 598.160              | Jersey City          | 242.389              |
| Hunterdon  | 129.348              | Flemington           | 4.237                |
| Mercer     | 365.449              | Trenton              | 82.804               |
| Middlesex  | 788.629              | New Brunswick        | 50.534               |
| Monmouth   | 642.030              | Freehold             | 11.465               |
| Morris     | 488.475              | Morristown           | 19.122               |
| Ocean      | 565.493              | Toms River           | 95.035               |
| Passaic    | 492.115              | Paterson             | 146.545              |
| Salem      | 66.016               | Salem                | 5.678                |
| Somerset   | 323.552              | Somerville           | 12.682               |
| Sussex     | 151.478              | Newton               | 8.167                |
| Union      | 524.658              | Elizabeth            | 124.862              |
| Warren     | 109.737              | Belvidere            | 2.645                |

Alabama · Alaska · Arizona · Arkansas · Californië · Colorado · Connecticut · Delaware · Florida · Georgia · Hawaï · Idaho · Illinois · Indiana · Iowa · Kansas · Kentucky · Louisiana · Maine · Maryland · Massachusetts · Michigan · Minnesota · Mississippi · Missouri · Montana · Nebraska · Nevada · New Hampshire · New Jersey · New Mexico · New York · North Carolina · North Dakota · Ohio · Oklahoma · Oregon · Pennsylvania · Rhode Island · South Carolina · South Dakota · Tennessee · Texas · Utah · Vermont · Virginia · Washington · West Virginia · Wisconsin · Wyoming